# Can't Buy Me Love (telenovela)
Can't Buy Me Love é uma telenovela filipina produzida e exibida pela ABS-CBN de 16 de outubro de 2023 a 10 de maio de 2024, em 148 capítulos, substituindo The Iron Heart e foi substituído por High Street. É protagonizada por Donny Pangilinan e Belle Mariano.

## Enredo
Quando um jovem se envolve numa conspiração mortal contra uma mulher rica, ele paga um custo devastador para libertá-la – criando uma dívida que os une.

## Elenco
Elenco principal
- Donny Pangilinan como Andrei "Bingo" P. Mariano[4]
  - Jeremiah Cruz como jovem Bingo
- Belle Mariano como Caroline "Ling" A. Tiu[4]
  - Chastity Dizon como jovem Caroline

Elenco de apoio
- Nova Villa como Salvacion "Nene" de Jesus-Bongon[4]
- Rowell Santiago como Wilson C. Tiu[4]
- Agot Isidro como Cindy Young-Tiu[4]
- Ina Raymundo como Annie Pedrosa-Mariano
- Ruffa Gutierrez como a advogada Gina Gina D. Tan[4]
- Maris Racal como Irene Y. Tiu[4]
  - Althea Ruedas como jovem Irene
- Kaila Estrada como Bettina Y. Tiu[4]
  - Jana Agoncillo como jovem Bettina
- Albie Casino como Charleston Y. Tiu[4]
- Anthony Jennings como Snoop Manansala
- Joao Constancia como Carlo T. Tiu[4]
- Darren Espanto como Stephen Tanhueco[4]
- Celeste Legaspi como Catherine "Cathy" Chang[4]

Elenco recorrente
- Ronnie Lazaro como Abalos "Balong" Pelonio
- Ketchup Eusebio como Ramoncito "Monching" D. Bongon
- Vivoree Esclito como Pandora "Daraxi" dela Cruz[4]
- Karina Bautista como Bougie Dimaranan[4]
- Hyubs Azarcon como Valentin "Kap Tin" de Jesus
- Kakai Bautista como Yaya Ikay
- Alora Sasam como Bierna
- Katya Santos
- Enzo Pineda como Edward Liao
- Chie Filomeno como Jersey Lim
- Rhen Escaño como Olivia "Liv" Almario
- Alwyn Uytingco como Jared
- Alex Medina como Felix Pelonio
- Bodjie Pascua como Albert Liao
- Igi Boy Flores como Neco
- Matt Evans como Emong
- Anna Luna como Kida
- Mitch Valdez como Prudencia
- Frenchie Dy como Pepper
- Cheska Inigo como Thea
- Olive Isidro como Phoebe
- Karl Gabriel como Bob
- Gello Marquez como Koriks
- Tart Carlos como Pato
- Shanaia Gomez como Kara
- Jay Gonzaga como Jaime de Guzman
- Emmanuelle Vera como Geline

Elenco de convidados
- Shaina Magdayao como Divine Almazan
- Bernard Palanca como Ronald Mariano

## Exibição
| País/Região      | Emissora          | Data de estréia       | Data de final      | Título            |
| ---------------- | ----------------- | --------------------- | ------------------ | ----------------- |
| Filipinas        | Kapamilya Channel | 16 de outubro de 2023 | 10 de maio de 2024 | Can't Buy Me Love |
| Filipinas        | A2Z               | 16 de outubro de 2023 | 10 de maio de 2024 | Can't Buy Me Love |
| Filipinas        | TV5               | 16 de outubro de 2023 | 10 de maio de 2024 | Can't Buy Me Love |
| Estados Unidos   | TFC               | outubro de 2023       | maio de 2024       | Can't Buy Me Love |
| Canadá           | TFC               | outubro de 2023       | maio de 2024       | Can't Buy Me Love |
| Japão            | TFC               | outubro de 2023       | maio de 2024       | Can't Buy Me Love |
| Coreia do Sul    | TFC               | outubro de 2023       | maio de 2024       | Can't Buy Me Love |
| Taiwan           | TFC               | outubro de 2023       | maio de 2024       | Can't Buy Me Love |
| Hong Kong        | TFC               | outubro de 2023       | maio de 2024       | Can't Buy Me Love |
| Malásia          | TFC               | outubro de 2023       | maio de 2024       | Can't Buy Me Love |
| Indonésia        | TFC               | outubro de 2023       | maio de 2024       | Can't Buy Me Love |
| Singapura        | TFC               | outubro de 2023       | maio de 2024       | Can't Buy Me Love |
| Papua-Nova Guiné | TFC               | outubro de 2023       | maio de 2024       | Can't Buy Me Love |
| Austrália        | TFC               | outubro de 2023       | maio de 2024       | Can't Buy Me Love |
| Nova Zelândia    | TFC               | outubro de 2023       | maio de 2024       | Can't Buy Me Love |
| Europa           | TFC               | outubro de 2023       | maio de 2024       | Can't Buy Me Love |
| Médio Oriente    | TFC               | outubro de 2023       | maio de 2024       | Can't Buy Me Love |